# André Idserda
André Idserda (Ter Apel, 16 maart 1879 - Hilversum, 2 februari 1952) was een Nederlands kunstschilder in de eerste helft van de twintigste eeuw.

## Biografie
André Idserda groeide op in Amsterdam waar zijn vader als ambtenaar werkte. Hij voltooide de driejarige hbs in Zaandam. Hij studeerde kort voor tekenleraar, maar kon zich niet aanpassen aan de regelmaat en discipline. Hij zou de rest van zijn leven een zwervend en zoekend man blijven. 
André Idserda werkte een tijdje als huisschilder bij Verkade en trok in 1898 naar Antwerpen waar hij werkte als huis- en kunstschilder. Hij keerde na de dood van zijn vader naar Nederland terug. 
Idserda trouwde met de kunstenares Coba van der Lee en ging wonen in Mol, België. Tijdens de Eerste Wereldoorlog verhuisde de familie Idserda, met zoon Theo, naar Nederland. Na de oorlog keerden ze naar België terug, en gingen nu in Brugge wonen. André Idserda verwierf in die tijd flink wat bekendheid, en hij kreeg onder andere de opdracht een portret te schilderen van de dochter van de Engelse eerste minister Ramsay MacDonald. Hierdoor haalde hij veel andere opdrachten binnen.
Later ging hij weer in Nederland, in Meppel, wonen waar hij een woonboot ("La Lutte") inrichtte. Meppel had toen een kunstenaarsvereniging die "Kunst en Vriendschap", die jaarlijks een grote tentoonstelling organiseerde. Door deze groep schilders groeide Meppel (tijdelijk) uit tot schildersstadje. Nog in Meppel kwam er na de Tweede Wereldoorlog een tweede groep kunstschilders, de Kunstkring Oase, die bleef bestaan tot eind van de jaren vijftig.
Zijn zonen Theo Idserda (1915-1992) en Jacques Idserda (1918-2007) waren kunstschilders. Jacques werd ook bekend als dichter en radio-journalist.

## Stijl
De olieverfwerken van André Idserda zijn expressieve werken over het Nederlandse buitenleven, veelal landschappen, stillevens, interieurs en portretten. Ze zijn zwaar en donker, met brede verfstreken, opgelicht met vinnige toetsen.
Daarnaast maakte hij veel houtskooltekeningen, die eveneens zijn expressieve stijl erg goed deden uitkomen. Dat houtskool een stuk goedkoper is dan olieverf kwam hem goed uit in de periodes dat het hem financieel tegen ging. 